# Sima Qian
Sima Qian (sau Ssu-ma chen sau Ssi-ma chen) a fost unul dintre cei mai mari istorici ai Chinei antice; de la tatăl său Sima Tan a moștenit oficiul de Mare Astronom la curtea lui Wu Di (140 - 87 e.c.), cel mai important împărat din dinastia Han. În 99 e.c. a fost judecat și castrat (aceasta a fost sentința tribunalului) pentru că a luat apărarea generalului Li Ling, care căzuse în disgrație, dar a supraviețuit acestei situații dezonorante astfel că a putut duce la bun sfârșit prima mare operă istoriografică a Chinei; Shiji (Memorii Istorice), operă bazată pe diferite izvoare care fuseseră adunate în precedență de nenumărați peregrini în toată China. Shi Ji tratează istoria Chinei de la începuturi până la căderea dinastiei Qin. Opera sa a fost luată ca model pentru toate istoriile dinastiilor ulterioare și, mai ales, constituie un izvor istoric de valoare inestimabilă. Sima Qian este descris în Wu Shuang Pu (無雙 譜, Tabelul eroilor fără egal) de Jin Guliang.